# Параметар
Параметар је константна величина у некој математичкој функцији, мера централне тенденције, корелације и варијабилности. Најпознатији параметри су: аритметичка средина, коефицијент корелације или стандардна девијација. У психологији и другим емпиријским наукама, услови који конституишу неку ситуацију или одређују појаву и које ваља узети у обзир при истраживању.